# Siang-si
Siang-si (čínsky pchin-jinem Xiāngxī, znaky 湘西), plným názvem Tchuťiaoský a miaoský autonomní kraj Siang-si (čínsky pchin-jinem Xiāngxī Tǔjiāzú Miáozú Zìzhìzhōu, znaky 湘西土家族苗族自治州), je autonomní kraj v Čínské lidové republice. Leží na východě provincie Chu-nan, na severovýchodě hraničí s městskou prefekturou Čang-ťia-ťie, na východě a jihu s městskou prefekturou Chuaj-chua, na jihozápadě s provincií Kuej-čou, na západě s městem Čchung-čching a na severozápadě s provincií Chu-pej.
V celém kraji žije téměř dvaapůl milionu obyvatel na patnácti a půl tisíce čtverečních kilometrech. Dvě třetiny obyvatel se hlásí k nečínským národnostním menšinám, nejpočetnější z nich jsou Tchuťiaové, kterých žije v Siang-si 860 tisíc, a Miaové, kterých je 790 tisíc.

## Správní členění
Autonomní kraj Siang-si se člení na osm celků okresní úrovně, a sice jeden městský okres a sedm okresů.
| městský okres · Ťi-šou okres · Lu-si okres · Feng-chuang okres · Chua-jüan okres · Pao-ťing okres · Ku-čang okres · Jung-šun okres · Lung-šan |        |                       |             |                                         |
| Název | Název  | Počet obyvatel (2020) | Rozloha km² | Hustota zalidnění (obyv. na km²) (2020) |
| český přepis | znaky  | Počet obyvatel (2020) | Rozloha km² | Hustota zalidnění (obyv. na km²) (2020) |
| Městský okres |        |                       |             |                                         |
| Ťi-šou | 吉首市 | 408 812               | 1 06278     | 379                                     |
| Okresy |        |                       |             |                                         |
| Feng-chuang | 凤凰县 | 351 619               | 1 729       | 203                                     |
| Chua-jüan | 花垣县 | 249 238               | 1 108       | 225                                     |
| Jung-šun | 永顺县 | 413 470               | 3 818       | 108                                     |
| Ku-čang | 古丈县 | 108 798               | 1 297       | 84                                      |
| Lu-si | 泸溪县 | 240 937               | 1 566       | 154                                     |
| Lung-šan | 龙山县 | 476 439               | 3 134       | 152                                     |
| Pao-ťing | 保靖县 | 238 792               | 1 756       | 136                                     |
| |        |                       |             |                                         |
| Celkem | Celkem | 2 488 105             | 15 486      | 161                                     |